# La auténtica historia de los tres cerditos
La auténtica historia de los tres cerditos (en inglés: The True Story of the Three Little Pigs) es un cuento infantil en formato de álbum ilustrado publicado por primera vez en inglés en Estados Unidos en 1989. Fue escrito por Jon Scieszka y Lane Swat y es una parodia del popular cuento Los tres cerditos. Concretamente cuenta la historia de Los tres cerditos pero vista desde el punto de vista del lobo feroz, mencionado en la parodia como «S. Lobo».
El cuento, narrado por el propio lobo, trata de acabar con el mito de que el lobo es fiero y malvado. Por ello, él hizo a cada una de las tres casas de los cerditos: esas visitas tuvieron como objeto el ir a pedir un poco de azúcar para hacer un pastel para el cumpleaños de su abuelita. Y también explica que en realidad no «sopló y sopló» para derribar las casas de los cerditos, sino que estornudó debido a que tenía un constipado. Igualmente, justifica que si se comió a los cerditos fue porque consideró que sería un desperdicio no hacerlo.
Sin embargo, tal y como se puede comprobar al final del cuento, el lobo cuenta la historia desde la cárcel.
- Datos: Q7770540